# Федоренко Василь Іванович
Ва́силь Іва́нович Фе́доренко (31 грудня 1913, місто Харків — 22 вересня 1943, Краснодарський край) — радянський льотчик-ас, учасник Другої світової війни. 24 травня 1943 року за зразкове виконання бойових завдань командування та проявлені при цьому мужність та героїзм, удостоєний звання Героя Радянського Союзу.

## Життєпис
Народився 31 грудня 1913 року у місті Харкові, в робітничій родині. Закінчив 7 класів та школу ФЗУ при Харківському вагоноремонтному заводі. Працював намотчиком.
У Червоній Армії з 1935 року. У 1938 році закінчив Чугуївське військове авіаційне училище, після чого служив льотчиком-інструктором в Качинській, Читинській та Батайській військових авіаційних школах пілотів. Член ВКП(б) з 1941 року. З перших днів війни Федоренко прагнув на фронт, але на кожне прохання отримував відмову: потрібно було готувати повітряних бійців. І усе ж таки він домігся свого. У вересні 1942 року його направили в діючу армію. Від 17 вересня 1942 року старший лейтенант В. І. Федоренко на фронтах Другої світової війни на посаді командира ескадрильї 979-го ІАП, літав на ЛаГГ-3.
До травня 1943 року штурман 979-го винищувального авіаційного полку (230-та штурмова авіаційна дивізія, 4-та Повітряна армія, Північно-Кавказький фронт) капітан Федоренко здійснив 116 бойових вильотів, в 51 повітряному бою збив особисто 12 і в складі групи 2 літаки противника. Указом Президії Верховної Ради СРСР від 24 травня 1943 року за зразкове виконання бойових завдань командування та проявлені при цьому мужність та героїзм, удостоєний звання Героя Радянського Союзу з врученням ордена Леніна та медалі «Золота Зірка» (№ 995). Загалом здійснив близько 200 бойових вильотів.
Капітан Федоренко загинув в повітряному бою 22 вересня 1943 року. Похований на центральній площі станиці Червоноармійська Червоноармійського району Краснодарського краю.
Наказом Міністра оборони СРСР Герой Радянського Союзу капітан Федоренко В. І. навічно зарахований до списків 1-ї ескадрильї винищувального авіаційного полку.

## Вшанування
На одній із плит, встановлених на Алеї Героїв в Чугуєві, викарбувані імена курсантів — Героїв Радянського Союзу, випускників Чугуївського військового авіаційного училища, серед них є згадка про капітана Федоренко В. І.